# Karl Rapp
Karl Friedrich Rapp, född 24 september 1882 i Ehingen (Donau) död 26 maj 1962 i Locarno, var en tysk industriman. Han grundade Rapp-Motorenwerke GmbH som efter många namnbyten och sammanslagningar kom att bli Bayerische Motoren-Werke.
Rapp grundade 29 april 1913 företaget Rapp-Motorenwerke GmbH. Runt 1915–1916 blev han på grund av sjukdom tvungen att lämna ledningen för företaget. Han kom senare att bli en betydande amatörforskare och byggde ett privat observatorium i Locarno.